# 末日危城2
《末日危城II》是继《末日危城》与《末日危城：亞蘭納傳奇》之后经历了3年的时间，Gas Powered Games与微软游戏工作室再度一同開發的3D動作角色扮演遊戲。是前作的续篇作品，但剧情并不连贯。该游戏於2005年8月16日發售初版。中文版与前系列作品一样，由台灣微軟发行制作，游戏中的对话均为汉语配音。
随后在2006年8月22日Gas Powered Games与2K Games发行了该作的完结篇《末日危城II：破碎的世界》。

## 簡介
该游戏比前作中添加了更多更新颖的创意。大部分还是与前作有些大同小异的部分。
單人遊戲中主要支援四名角色組隊（隨著難度的提昇，最多可以支援六名角色），要求組隊的每位角色需要配备不同職位与战斗属性（近战、远距、战斗魔法、自然魔法）来搭配。
遊戲中有分為昏倒和死去的機制，當角色的血量是因為持續戰鬥而歸零，則是會呈現昏倒狀態，只需要使用治療法術即可救活。但若是在血量少的情況下受到極大的傷害時則可能會陷入死亡，則要靠復活法術才可以救活。若隊伍全數人員都陷入昏倒，就會變成隊伍集體陣亡。当队伍集体阵亡时，尸体则被传送到任务根据地的传送器边。传送器为该游戏中的一大特色，角色可借助啟動的传送器到达每个已經啟動传送器的地区，以便更好得在各地完成不同的任务。
而在多人連線中，則是玩家一人一個角色，與其他几名角色一起進行冒險。在故事后期如果角色中没有最高等级的话，则只能有四名角色。

## 故事内容
故事起源于第一纪元的一场圣战，是萨拉莫与阿苏奈在哭泣平原上的一场战争。萨拉莫为了统治整个世界请求邪恶势力一方的阿加兰巨人铸造了一把魔剑。而正义一方的阿加兰巨人为了维持世界的和平铸造了一面能与剑的力量相抗衡的盾。在战场上，剑与盾相击时，盾则立即裂成了四块，两件神器互击后所爆发的毁灭性威力，淹没了双方的军队与整片土地。死亡、蒙蔽、生命和预感之艾纪斯就是这面盾的四块碎片，而这四块碎片散落在了第二纪元的亞蘭納大陆上。
时过1000多年了，新的纪元开始了。人类王子法帝斯在暗黑巫师们的指引下在哭泣平原找到了这把被封印已久的魔剑，并开始了征服第二纪元的阴谋，法帝斯命暗黑巫师大力征召佣兵，开始攻占各个种族与帝国。
游戏的主角曾经是法帝斯部队里的一个佣兵，当了解了法帝斯的实情后，便誓死寻找艾纪斯与法帝斯挑战，为了拯救自己的家园与第二纪元，与同伴们一起并肩作战，铲除邪恶。在一位名为阿苏奈学者的引导下，终于找齐了阿苏奈之盾的四块碎片，并在正义一方的阿加兰巨人帮助下重铸为比以前更坚固更强的盾。最后在与法帝斯作最终决战之际，那位阿苏奈学者突然出现了，他原来是法帝斯手下的一名暗黑法师，他夺走了阿苏奈之盾，暴露了自己的真实身份，并借助盾的力量摧毁了剑，他的目的才是想要统治整个世界，法帝斯只不过是他的一颗棋子而已，他就是整个事件的幕后黑手。

## 模組
游戏中新添加了前作所没有的技能、专长培养、以及资料情报系统等。任务剧情系统比前作要更加复杂多元化。除此之外，也继承了前作的即时反应战斗场景的3D无缝绘图技术等优点。玩家最大可选择6人的同伴一同进行冒险，每个人的战斗模式和技能都是各不相同的，
同时该游戏与前作一样也提供了线上游戏的机能，可以自行选择喜欢的人物到线上与其它队伍一同展开冒险，进行着单机游戏以外的支线任务。

## 中文版制作
台湾微软团队为了能使玩家更透彻的了解、体验该作的精髓，长期间的投入了该作庞大而又繁琐的汉化工作中。比起前作来说该作的内容最为丰富、繁杂，无论是翻译还是配音都要耗费一整年的时间才能完成。不仅要将估计约30万字的游戏对话逐字翻译成繁体中文，还特别集合了超过35名的台湾专业配音演员为游戏中近200个角色的对话进行完全国语配音，以加深角色生动的声音表情与活跃的生命力。
该作在台湾获得了不小的反响，可见该作是《末日危城》系列中最集聚人气的一部作品。台湾微软为了回馈熱烈支持该作的粉丝们，凡是持有《末日危城》第一作游戏产品包装盒到现场购买该作的粉丝，则特别加赠《末日危城》限量原装进口的彩色漫画《末日危城：亚兰纳的战争》（Dungeon Siege: The Battle for Aranna）一本。

## 系列作品

### 游戏
- 末日危城
- 末日危城：亞蘭納傳奇
- 末日危城II
- 末日危城II：破碎的世界
- 末日危城：痛苦的王座
- 末日危城II：豪华版
- 末日危城3

### 电影
- 末日危城：王者之役